# Добжаньский, Станислав
Станислав Добжаньский (пол. Stanisław Dobrzański; 22 марта 1949, Хрубешув, Хрубешувский повят, Люблинское воеводство, Польша) — польский политик, бывший Министр национальной обороны Польши в январе 1996 — октябре 1997 года.

## Биография
Окончил исторический факультет Университета Марии Склодовской-Кюри в Люблине.
Был сотрудником Союза сельской молодежи (польск. Związku Młodzieży Wiejskiej).Работал в Объединенной крестьянской партии (польск. Zjednoczone Stronnictwo Ludowe, ZSL), в числе в качестве члена центрального партийного суда.
В 1982-1985 годах — заместитель директора Национальной библиотеки Польши в Варшаве.
С 1985 года — директор департамента в Министерстве культуры и искусства Польши.
После 1989 года руководил Варшавским отделением Банка сахарной промышленности (польск. Bank Cukrownictwa).
Был активистом Союза демократических левых сил.
С 1993 по 1996 год был заместителем государственного секретаря в Бюро Совета Министров Польши и секретарь Комитета по делам обороны Совета Министров Польши.
С 5 января 1996 года по 31 октября 1997 года — министр национальной обороны Польши в правительствах Юзефа Олексы и Влодзимежа Цимошевича.
В 2001-2006 годах — председатель правления государственной компании Polskie Sieci Elektroenergetyczne

## Награды
В 1998 году награждён Рыцарским (кавалерским) Крестом Ордена Возрождения Польши. В 2004 году награждён офицерским крестом Ордена Возрождения Польши.